# Tỉnh ủy Kon Tum
Tỉnh ủy Kon Tum hay còn được gọi Ban chấp hành Đảng bộ tỉnh Kon Tum là cơ quan lãnh đạo cao nhất của Đảng bộ tỉnh Kom Tum giữa hai kỳ đại hội đại biểu Đảng bộ tỉnh Kon Tum, do Đại hội Đại biểu Đảng bộ tỉnh bầu.
Tỉnh ủy Kon Tum có chức năng thi hành nghị quyết, quyết định của Đại hội Đại biểu Đảng bộ tỉnh Kon Tum, Ban Chấp hành Trung ương Đảng, Ban Bí thư và Bộ Chính trị. Đứng đầu Tỉnh ủy là Bí thư Tỉnh ủy và thường là ủy viên Ban chấp hành Trung ương Đảng. Bí thư 